# Hypomecis buchholzaria
Hypomecis buchholzaria là một loài bướm đêm trong họ Geometridae.